# ラルフ・ディー
ラルフ・ディー(Ralphie Dee)は、アメリカ合衆国のニューヨークで活動しているハードコアテクノのプロデューサー、およびDJである。また、1990年代初期に盛り上がったアメリカのレイヴに貢献した一人でもある。本名はRalph D'Agostino。

## 経歴
若い頃はバンドを組んでいたが、音楽トレーニングを特に受けていなかったために、比較的習得が簡単だという理由でドラムを担当していた。
当時影響を受けたアーティストとして、レッド・ツェッペリン、ディープ・パープル、ブラック・サバス、ビートルズをラルフは挙げている。
1980年代には既に地元ニューヨークでDJを始めており、主にニューウェーブやパンクを回していた。ラルフは、当時存在したブルックリンからマンハッタンに至る殆どのナイトスポットでDJプレーを経験するまで、そう長い時間は掛からなかった。
その後、トミー・ムストが仲介してレニー・ディーと会うことになる。レニーとはその後も親交が長く、イングリッシュ・マフィン(English Muffin)などのユニットをはじめ、共同プロデュースなどを行って行くことになる。
1990年には、レニーとのユニット「メジャー・プロブレムス」名義でリリースした、「The Effects Can Last Forever」に収録された"Overdose"がイギリスのプロモーターの関心を惹き、レニーと共にロンドンのクラブHeavenでDJプレイを行う事を約束された。以後、アメリカを拠点として、次第にヨーロッパ各国のクラブで活動を行って行く事となる。
元々、ハードな曲調の作品をリリースする傾向があったが、レニーとのユニットであるイングリッシュ・マフィンでリリースし始めた1993年頃からはハードコアテクノのリリースが殆どとなる。特に、イングリッシュ・マフィンで使用した「You Should Have Been Smarter」というKing Sun-D Moet（アメリカのヒップホップミュージシャン）からのサンプルボイスは、後もハッピーハードコアで多用されるようになった。

## 主要作品

### 単独プロデュース作品
- Out Of Your Mind (1992年, RAD61)
- Sick People (1992年, MOM14)
- Fucked In The U.S.A (1993年, JMP004)
- Slide On The Rhythm EP (1994年, STR7994)
- Totally Cained (1994年, IS029)
- Hardcore Action (1996年, DB041)
- The Blizzard E.P. (1996年, RB007)

### 共同プロデュース作品
- Lenny Dee & Ralphie Dee - Mokum Traxxx (1993年, MOK14) レニー・ディーとの競作
- Alici & Ralphie Dee - Primitive Passions (1995年, Rubble03) Aliciとの競作
- Rob Gee & Ralphie Dee - Sex Drugs And Gabba House (1996年, MOK55) ロブ・ジーとの競作

### メジャー・プロブレムス名義
- The Effects Can Last Forever (1990年, NG052)
- City Under Siege (1990年, NG068)
- Oral Surgery (1991年, NG095)
- The Crate Diggers - Ultimate Trax Vol.1 (1995年, HAL12680) ミックスでの参加

### イングリッシュ・マフィン名義
- The Blood Of An English Muffin EP (1993年, IS011)
- Return Of The English Muffin (1996年, LD002)